# Lanterne des morts de Fontevraud-l'Abbaye
La lanterne des morts de Fontevraud-l'Abbaye également connue dans sa partie basse sous le nom de chapelle funéraire Sainte Catherine sise au cœur du bourg est une lanterne des morts située à Fontevraud-l'Abbaye, en France.

## Localisation
La lanterne des morts est située dans le département français de Maine-et-Loire, sur la commune de Fontevraud-l'Abbaye. Comme tous les édifices antérieurs romans de ce genre, elle était située au sein du cimetière de l'époque.

## Description
Cette lanterne des morts surplombe ce qui est plus souvent connue sous le nom de Chapelle funéraire Sainte Catherine, chapelle sise « Allée Sainte Catherine » , allée qui conduit de l’église Saint- Michel de Fontevraud à la place du 8 mai 1945.
De plan carré, elle comprend un Ossuaire, salle base à coupole en pendentifs, et une chapelle haute couverte d’une voute bombée à quartiers rayonnants et nervure multiples dont les clefs figurent des anges et peut être des évangélistes.

## Historique
On en doit la construction à Alix, duchesse de Lorraine, et fille du duc de Bourgogne, qui s’est retirée à son veuvage auprès de sa mère la 8e abbesse Marie de Champagne à laquelle elle succéda brièvement (1208-1209) à la tête de l’Abbaye et de l’Ordre.
Déclaré bien national à la Révolution, elle a servi de maison communale et abrite aujourd'hui une habitation et une activité artisanale.
L’édifice est classé au titre des monuments historiques en 1957.